# Chimarra mommaides
Chimarra mommaides är en nattsländeart som beskrevs av Wolfram Mey 1998. Chimarra mommaides ingår i släktet Chimarra och familjen stengömmenattsländor. Inga underarter finns listade i Catalogue of Life.